# ويليام فلمنج (سياسي أمريكي)
ويليام فلمنج (بالإنجليزية: William Fleming) هو طبيب وجراح وسياسي أمريكي، ولد في 18 فبراير 1729 في جيدبورغ (بلدة) في المملكة المتحدة، وتوفي في 5 أغسطس 1795. انتخب عضو مجلس ولاية فرجينيا وانتخب حاكم فرجينيا ‏ (3 يونيو 1781 – 12 يونيو 1781).